# Peter Heyling
Peter Heyling (* 1607 oder 1608 in Lübeck; † 1652 (?) in Sawakin, Sudan) war ein deutscher Jurist, lutherischer Missionar und 1634 der erste Deutsche in Äthiopien.

## Biografie
Heyling wurde als Sohn eines Lübecker Goldschmiedes geboren, protestantisch erzogen und wurde überzeugter Lutheraner. Er studierte nach dem Besuch des Katharineum zu Lübeck ab 1628 Jura, Theologie und Fremdsprachen gemeinsam mit anderen Lübeckern wie Hieronymus von Dorne in Paris. Dort war er auch ein Schüler von Hugo Grotius, der als schwedischer Gesandter in der Stadt weilte. Sein Leben wurde von Hiob Ludolf und einem seiner Schüler, Johann Heinrich Michaelis, welche beide Nachforschungen bei Zeitgenossen betrieben, aufgezeichnet.
Heyling galt als erster lutherischer Missionar in Äthiopien, das er 1634 von Ägypten her erreichte. Er war bereits 1632 aus seiner Heimat aufgebrochen, er lernte ab 1633 Arabisch in koptischen Klöstern in Ägypten und in Jerusalem. Später war er beim König Fasilides (1632–1667) Minister, Lehrer, Arzt und Theologe, weil er dessen Vertrauen gewonnen hatte. In einer Kirche der Stadt Gonder richtete er eine Ambulanz ein. Seinem Einfluss wird die Gründung der Ethiopian Evangelical Church Mekane Yesus zugeschrieben. Er wurde wahrscheinlich 1652 auf seiner Flucht unterwegs von einem türkischen Pascha enthauptet, weil er sich weigerte, seinen evangelischen Glauben aufzugeben.
Aus einem Brief an seine „sehr geliebten Brüder und verehrten Väter“ aus dem Jahr 1634 aus Kairo:
„Etwa vor zwey Jahren (A.C 1632) sind die Jesuiten aus des Ethiopischen Kaysers Lande gantz wiederum vertrieben worden, und ist darauf die uhralte Religion wieder eingeführet. So viel mir die Christen in Egypten Nachricht geben, sind es etwa dreyßig Jahr, daß die Abessinier den letzten Ertz-Bischof durch den Alexandrinischen oder Copthischen Patriarchen, uhralten Gebrauch nach erwehlet, abgeholet haben.
Geliebt es dem Herrn so werde ich Euch aus den abessinischen Ländern (so wol von dem, das ich jetzo angedeutet, als auch von allem, was sonsten dienlich zu erfahren) gründlich Bericht schreiben. Denn etwa vor zwey Monaten sind die Abgesante von jetzigem Abessinischen Kayser bey dem Alexandrinischen Patriarchen angelangt, und ist, ihrem Gewerbe und Begehren nach, schon ein ertz-Bischof aus der Egyptischen Kirche erwehlet: mit welchem ich, geliebt se dem Herrn, die folgende Woche fortziehen werde.“